# Eva Švíglerová
Eva Švíglerová (* 13. Juli 1971) ist eine ehemalige tschechische Tennisspielerin.

## Karriere
Švíglerová gewann in ihrer Karriere auf der WTA Tour jeweils einen Einzel- und einen Doppeltitel. Hinzu kamen fünf Turniersiege auf dem ITF Women’s Circuit im Einzel. Bereits im Alter von 22 Jahren beendete sie ihre Profikarriere.

## Turniersiege

### Einzel
| Nr. | Datum           | Turnier  | Kategorie  | Belag     | Finalgegnerin    | Ergebnis      |
| --- | --------------- | -------- | ---------- | --------- | ---------------- | ------------- |
| 1.  | 3. Februar 1991 | Auckland | WTA Tier V | Hartplatz | Andrea Strnadová | 6:2, 0:6, 6:1 |

### Doppel
| Nr. | Datum            | Turnier   | Kategorie  | Belag | Partnerin     | Finalgegnerinnen          | Ergebnis |
| --- | ---------------- | --------- | ---------- | ----- | ------------- | ------------------------- | -------- |
| 1.  | 2. Dezember 1990 | São Paulo | WTA Tier V | Sand  | Bettina Fulco | Mary Pierce Luanne Spadea | 7:5, 6:4 |